# Справа Дрейфуса
48°51′24″ пн. ш. 2°21′08″ сх. д. / 48.8567° пн. ш. 2.3522° сх. д.
Справа Дрейфуса (фр. affaire Dreyfus вимовляється: [afɛːʁ dʁɛfys]; 1894—1906) — судовий процес у справі капітана Альфреда Дрейфуса, офіцера французького генерального штабу, який був звинувачений у шпигунстві на користь Німецької імперії. Дуже швидко справа вийшла за рамки юриспруденції та перетворилася на великий політичний скандал, що розділив французьке суспільство на два антагоністичні табори: дрейфусарів та антидрейфусарів, що, в свою чергу, призвело до затяжної політичної кризи у самій Французькій республіці та великого міжнародного резонансу.

## Коротка біографія Альфреда Дрейфуса
Альфред Дрейфус народився 9 жовтня 1859 року в місті Мюлуз французької провінції Ельзас у заможній єврейській сім'ї. Отримав гарну освіту в Парижі: навчався спочатку у Військовій школі, потім у Політехнічній школі. Служив у армії, в артилерійських військах, отримав звання капітана. В 1893 році був переведений до Генерального штабу.

## Передумови

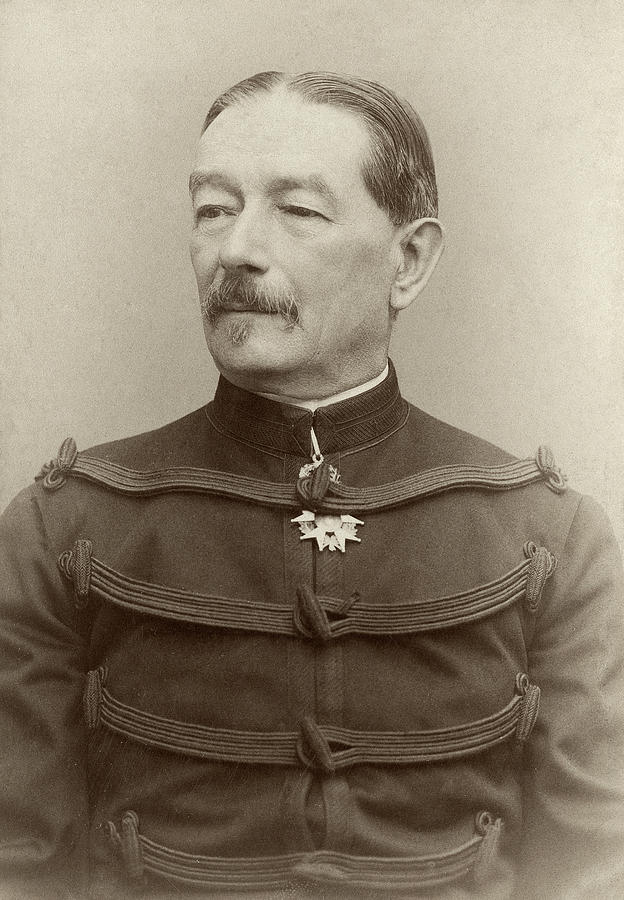
Генерал Август Мерсьє, військовий міністр в 1894 році.

В 1894 році у Французькій республіці при владі був кабінет прем'єр-міністра Дюпуї. Навесні того ж року військовий міністр генерал Мерсьє в парламенті зробив доповідь «Про стан армії та флоту». У ній він змалював райдужну картину: армія та флот у зразковому стані, депутати бурхливо аплодували генералу. Однак ця доповідь була неправдивою — військове становище країни ставало все загрозливішим на фоні дедалі швидшої мілітаризації сусідньої, ворожої до Франції, Німецької імперії. До того ж, при Генеральному штабі було виявлено зраду: хтось брав секретні документи, а потім через деякий час повертав їх назад.
У вересні 1894 року французька контррозвідка напала на слід можливого зрадника. Агентом французького Генерального штабу, який працював сторожем у німецькому посольстві (у його обов'язки входило збирати все, що можна знайти у кошиках для сміття, попелу з камінів) були знайдені шматки бордеро, адресованого німецькому військовому аташе з переліком та описом п'яти важливих секретних записок французького Генштабу.

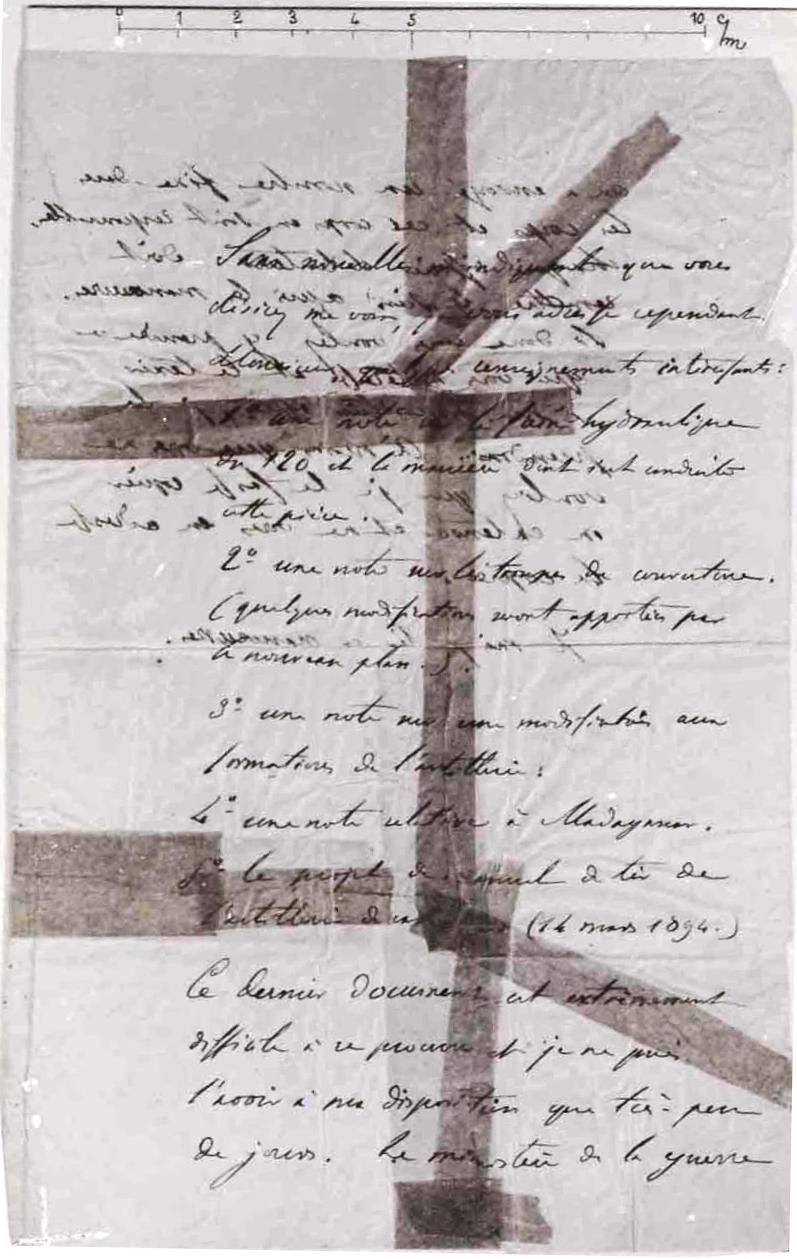
Бордеро

Почерк листа міг стати ключем до розгадки імені шпигуна. Як на те, почерк на бордеро виявився схожим із почерком капітана Альфреда Дрейфуса. Експерти-графологи детально вивчали почерк Дрейфуса та дійшли різних висновків.

## Процес 1894 року

### Слідство
Вести справу Альфреда Дрейфуса доручили майору Паті де Кляму. Капітану наказали писати лівою і правою руками, щоб визначити схожість з почерком на бордеро. Щоб застати Дрейфуса зненацька, змусити його проговоритись, майор вривався у спеціально перед тим затемнену камеру в'язня і направляв на того яскраве світло. Але незважаючи на все, капітан Дрейфус, для якого арешт виявився повною несподіванкою, не збиваючись доводив свою невинуватість. Він відмовився визнати себе винним в обмін на м'яке покарання і відкинув пропозицію про самогубство. Навіть комендант в'язниці повірив у невинність Дрейфуса. Таким чином, слідство не мало жодних доказів провини капітана, єдиним свідченням «зради» було бордеро, але експерти продовжували сумніватися у причетності до його написання Дрейфуса.

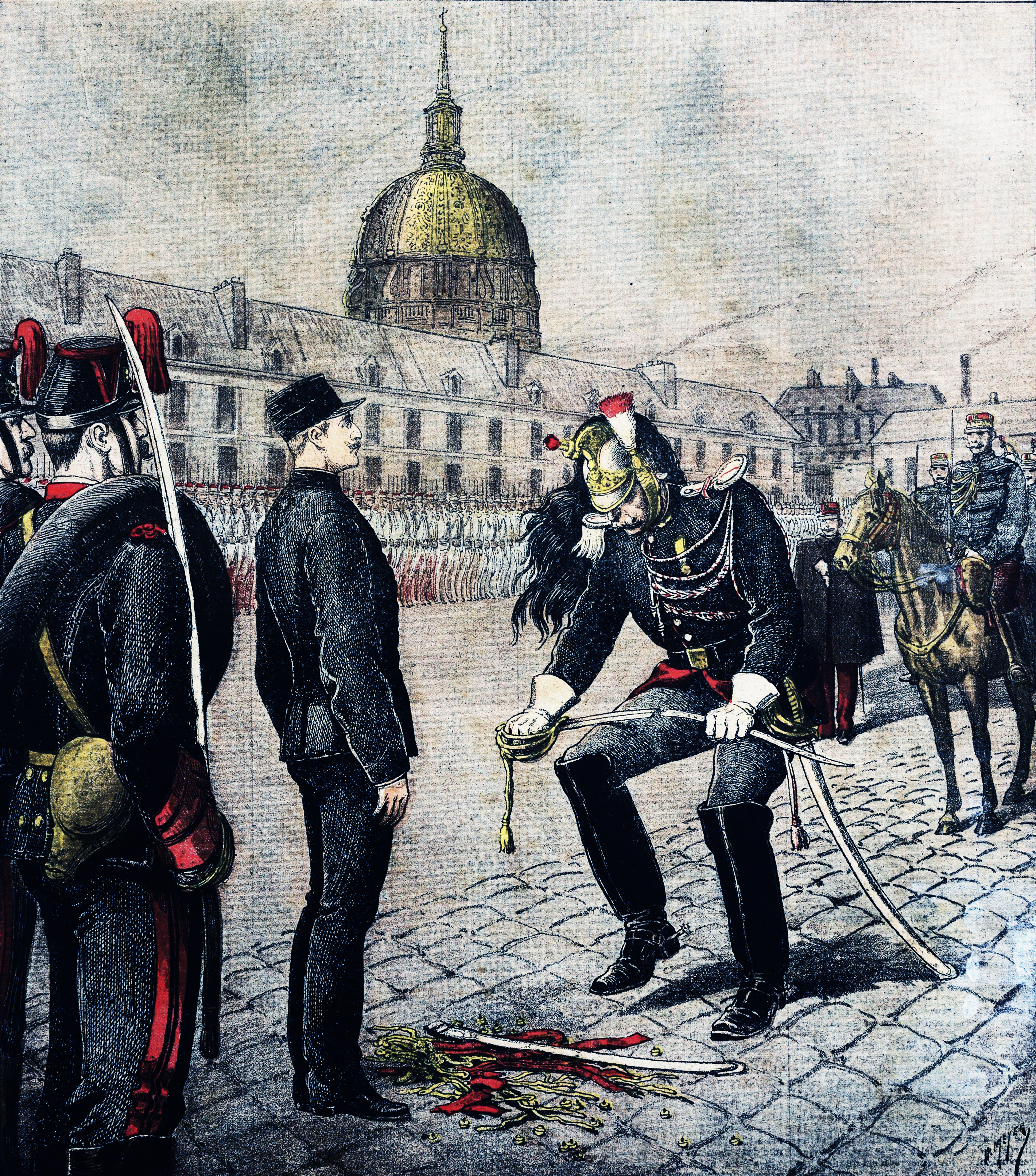
Процес розжалування капітана Альфреда Дрейфуса

Дрейфусари твердили, що Дрейфус був потрібен як «цап-відбувайло». Відбувся витік інформації в пресу. Праві газети підняли справжній ґвалт про злочинця-зрадника, який передав Німецькій імперії всі військові таємниці та плани Французької республіки. Мільйони громадян, які тоді ще звикли довіряти газетам, не могли б допустити, що брехня таких масштабів так легко поширюється стількома виданнями. Звинувачення у зраді Французької республіки єврея Дрейфуса викликало хвилю антисемітизму. Військовий міністр Мерсьє, якого підштовхували полковник Анті та майор Паті де Клям, рішуче виступив за передачу Дрейфуса до військового суду.

### Суд
Дрейфуса судили військовим судом за зачиненими дверима. Представники Генштабу послалися на військову таємницю — докази є, але їх не можна надати суду, щоб зберегти секретність. На винуватість Дрейфуса рішуче вказували начальник генштабу генерал Буадеффр, його помічник генерал Гонз, ті самі Паті де Клям, Анрі та інші. Незважаючи на це, судді вагались. Поширена інформація, що з відома військового міністра слідчий таємно від усіх передав у кімнату, де радились судді, записку, нібито написану німецьким послом у Німецьку імперію: «Цей негідник Д. стає надто вимогливим» — що переважило шальки терезів на користь обвинувачення. Суд визнав Дрейфуса винним і засудив до розжалування та довічного заслання на Чортів острів біля Французької Гвіани (який був прозваний «безкровною гільйотиною» через свій клімат). Ошелешений захисник Дрейфуса тоді заявив: «Засудження Дрейфуса — найбільший злочин нашого століття».

### Розжалування
Після винесення вироку відбулася принизлива церемонія публічного розжалування — на площі перед військами та натовпом. Під бій барабанів та звуки труб чотири каноніри з оголеними шашками вивели Дрейфуса, якого одягли у парадну форму та дали шашку. «Останніми» словами капітана Дрейфуса були: «Солдати, клянусь вам — я невинний! Хай живе Франція! Хай живе армія!» Після цього з Дрейфуса зірвали офіцерські нашивки, зламали шпагу та кинули уламки на землю.
У січні 1895 року Альфред Дрейфус був доставлений на Чортів острів.

## Оскарження вироку

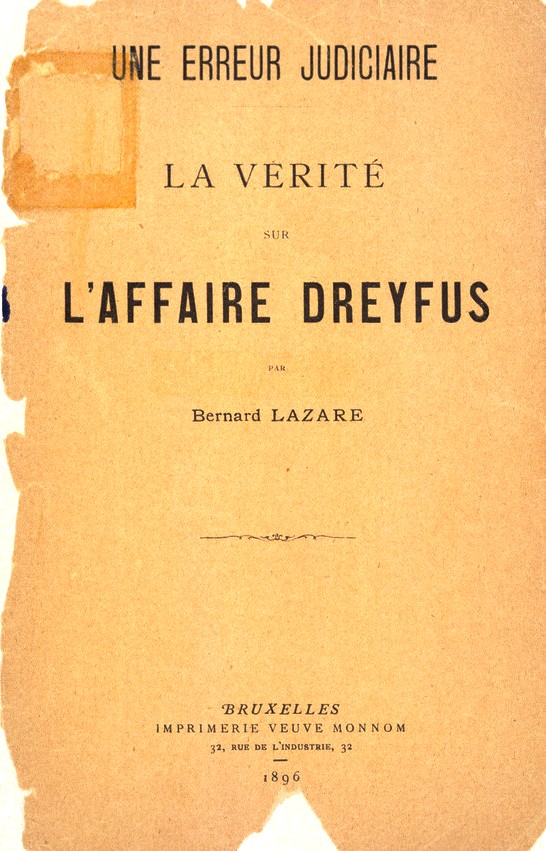
Брошура Лазара: «Судова помилка»

Вже під час процесу в окремих «продрейфусівських» виданнях висловлювалась думка про те, що провина Дрейфуса не доведена і він жертва судової помилки. В газеті «Matin» було надруковане факсиміле бордеро, яке у багатьох викликало значні сумніви щодо причетності до нього Дрейфуса. В 1896 році з'явилась брошура Лазара: «Судова помилка» (фр. «Une erreur judiciaire»), в якій доводилась невинність Дрейфуса.
Але особливо сильно привернули суспільну увагу до справи результати повторного розслідування, проведеного у 1896 році новим начальником розвідувального бюро полковником Пікаром. Він поновив справу і прийшов до висновку, що Дрейфус — не шпигун. Невдовзі його службі вдалося «перехопити» листівку німецького посольства, адресовану офіцерові генштабу майору графу Шарлю Марі Фернану Естергазі. За ним було встановлене стеження, яке доводило його зв'язок з іноземними розвідками. Новому автору бордеро, Естергазі, приписувалась любов до грошей, шахрайство, вимаганням і, зрештою, зрада батьківщини. Наводились його слова в одному з листів: «Я не вбив би і цуцика, але я з радістю розстріляв би сто тисяч французів». Полковник Пікар вказав генералу Гонзу на схожість почерку Естергазі та почерку з бордеро, запропонувавши заарештувати його, а Дрейфуса звільнити. Проте такий сценарій не влаштовував військову верхівку. Пікара зрештою відіслали із експедицією в Туніс.
Сенатор Шерер-Кестнер, якому Пікар розповів про своє розслідування, виступив у сенаті із інтерпеляцією, в якій вимагав перегляду справи Дрейфуса. Військовий міністр Більо (із нового кабінету Медіна) стверджував, що Дрейфус безсумнівно винний. До нього приєднався колишній міністр Мерсьє та вся партія генерального штабу на чолі з Буадеффром та Гонзом. Ця інтерпеляція не мала прямих результатів; міністр колоній Лебон навіть видав розпорядження про підвищення суворості до Дрейфуса.

## Підвищення суспільного інтересу до справи
Дрейфусарами поширювались чутки про те, що генштаб покриває злочинця. Газета «Фігаро» помістила на своїх шпальтах фотографію бордеро, щоб кожен, хто був знайомий з почерком Естергазі, міг переконатися, що писав бордеро саме він. Брат Альфреда Дрейфуса Матьє розпочав карну справу проти Естергазі як проти шпигуна та зрадника, а сенатор Шерер-Кестнер, який тоді був віцепрезидентом сенату, зробив спеціальний запит до уряду.
Майор Естергазі постав перед судом, але був виправданий. Але не встигли Естергазі та його покровителі заспокоїтись, як у справу втрутився відомий французький письменник, масон, кавалер ордену Почесного легіону — Еміль Золя.

## Долучення до процесу Еміля Золя.«Я звинувачую»

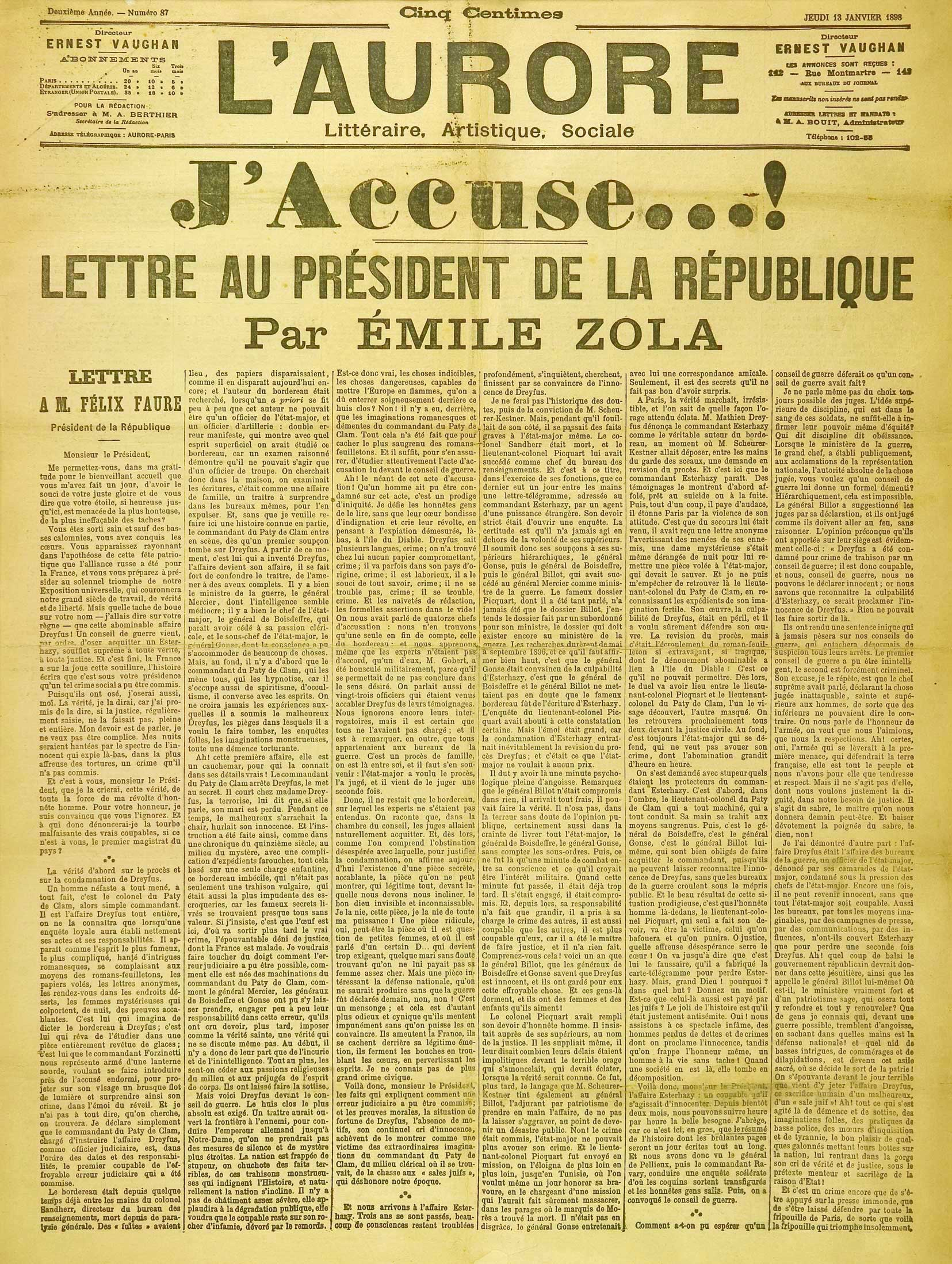
Стаття в газеті «Орор»

Золя слідкував за судовою тяганиною щодо справи Дрейфуса і після виправдання Естергазі, письменник написав пафосну статтю «Я звинувачую», яка була відкритим листом до президента Французької республіки Фелікса Фора: «Пане президент! Яким брудом ліг на Ваше ім'я процес Дрейфуса! А виправдання Естергазі — нечуваний ляпас, нанесений істині та справедливості. Брудний слід цього ляпаса заплямовує обличчя Франції!» Письменник відкрито звинуватив владу та суд у свідомому звинуваченні безневинного. У своєму листі він погрожував: «Коли правду ховають у пітьмі підземелля, вона набирає там такої нездоланної сили, що в один прекрасний день відбувається вибух, який руйнує все».
За образу влади Золя був притягнутий до суду. Але до процесу долучились французькі інтелектуали-франкмасони, друзі Золя: вождь соціалістів Жан Жорес, письменник Анатоль Франс, митці та політичні діячі. Люди у залі суду влаштовували овації противникам Дрейфуса та Золя, кричали під час промов захисників, заглушаючи їхні промови. Письменник перетворив своє місце на лаві підсудних на трибуну для захисту Дрейфуса. У своєму останньому слові він промовив: «… Дрейфус невинний, клянусь вам у цьому! Клянусь моєю сорокарічною письменницькою працею, клянусь моєю честю, моїм добрим ім'ям! Якщо Дрейфус винний, хай загинуть всі мої книги! Ні, він ні в чому не винний, він страждає без усякої вини…»
Суд виніс вирок Золя — рік ув'язнення та штраф у 3000 франків. Письменника позбавили ордену Почесного легіону. На знак протесту проти цього, від свого ордену відмовився і Анатоль Франс. Золя, який не хотів миритися із несправедливістю, втік до Великої Британії. Він зміг повернутися до Французької республіки лише після самогубства полковника Анрі та втечі майора Естергазі, двох головних фігур справи Дрейфуса в червні 1899 року.
Лист Золя посприяв тому, що справа Дрейфуса набула загальносуспільного значення не тільки у Франції, а й у всьому світі.

## Суспільна криза

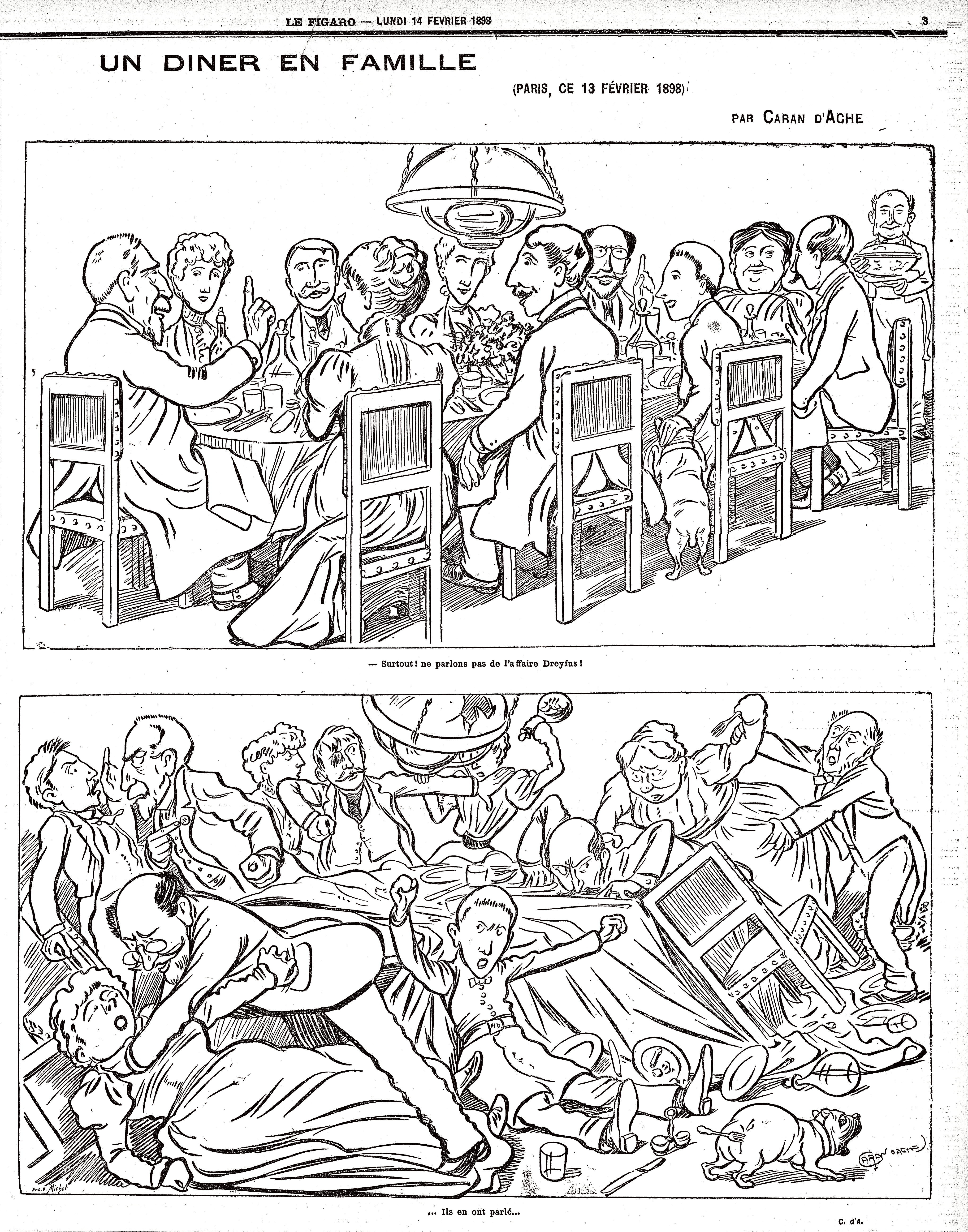
Карикатура Каран д'Аша «Сімейна вечеря», 14 лютого 1898. Зверху: «І, головне, давайте не говорити про справу Дрейфуса!» Знизу: «Вони про неї поговорили…»

Нестабільність політичного життя Французької республіки останніх років переросла в політичну кризу. Доля капітана французької армії стала втіленням політичної проблеми. Про неї почали говорити в уряді, палаті депутатів, вона була в усіх на вустах. Країною прокотилася хвиля єврейських погромів. Праві політичні партії намагалися не допустити проведення в країні політичних реформ. Монархісти мріяли відновити старі порядки та готували заколот проти республіки. Країна розділилася на два табори — дрейфусарів (прихильників його виправдання) та антидрейфусарів (прихильників його засудження). Зіткнулись немовби дві Франції — шовіністична, мілітаристська і ліберальна, соціалістична.

## Перегляд справи
У серпні 1898 року, не витримавши нервової напруги, втік за кордон Естергазі. В лютому 1899 року, використавши смерть президента Фора, в день його поховання, монархісти та націоналісти невдало спробували повалити діючу у Французькій республіці політичну владу франкмасонів. Після цих подій шальки терезів хитнулись у бік дрейфусарів. Новий уряд очолив член партії поміркованих республіканців, впливовий адвокат, блискучий оратор Вальдек-Руссо і справу Дрейфуса було відправлено на перегляд. У серпні були заарештовані найодіозніші антидрейфусари, учасники лютневого заколоту, а  Дрейфус, якого привезли з Чортового острову, постав перед новим військовим судом у місті Ренні. Антидрейфусари протестували, під час процесу було поранено захисника Дрейфуса та Золя — адвоката Лаборі. Реакціонери мали на меті не допустити виправдання Дрейфуса. Дрейфуса знову визнали винним, але, як зазначалося у вироці, через пом'якшувальні обставини засудили до розжалування та 10 років заслання. Проте у справу втрутився новий президент Французької республіки Еміль Лубе, який помилував Дрейфуса під приводом «поганого здоров'я». Повністю Альфред Дрейфус був реабілітований в липні 1906 року. Помер він у 1935 році.

## Цікаві факти
На захист Дрейфуса євреї зібрали близько 30 млн франків.

## Нотатки
1. ↑  Французьке слово bordereau [bɔʁ.də.ʁo] означає просто нотатку або листок паперу, і його можна застосувати до будь-якої нотатки. Французькою мовою багато документів у справі називалися bordereaux; однак у цьому перекладі термін bordereau використовується лише для цієї нотатки.